# M・V・ヴァスデーヴァ・ラーオ
M・V・ヴァスデーヴァ・ラーオ（M. V. Vasudeva Rao、1920年 - 2002年3月22日）は、インドの俳優。

## キャリア
1928年に子役として映画業界に進んだ。1975年に出演した『Chomana Dudi』の演技が高い評価を受け、国家映画賞 主演男優賞を受賞した。1978年に『Kondura』で重要な役柄で出演し、生涯で200本以上の映画に出演した。『Chomana Dudi』以降は主演を務めず小さな役柄のみを演じるようになった。

## フィルモグラフィー
- Chomana Dudi（1975年）
- Oka Oori Katha（1977年）
- Kondura（1978年）
- ナヤカン/顔役（英語版）（1987年）
- ボンベイ（1995年）
- Dweepa（2002年）